# Півак Юрій Миколайович

Півак Юрій Миколайович (6 жовтня 1934, Кривий Ріг — 24 квітня 1986, Дніпро) — радянський естрадний піаніст, аранжувальник, диригент, джазмен, керівник естрадного оркестру.
У 1953 році закінчив дитячу музичну школу в Кривому Розі по класу фортепіано. З 1954 року почав виступати як естрадний піаніст. З 1958 року — керівник естрадного оркестру Дніпропетровського металургійного інституту та Будинку культури машинобудівників в Дніпропетровську. Очолював естрадний оркестр Дніпропетровського гірничого інституту. У 1962—1963 роках грав у кафе клубу Дніпропетровського шинного заводу «Чиполліно». У 1964—1966 роках — керівник естрадного оркестру Будинку культури Ілліча, з 1966 року — Дніпропетровського сільськогосподарського інституту. У 1967 році виступав в кафе «Мрія».
У 1968 році в складі квартету Юрія Біленко брав участь в джазовому фестивалі «Юність-68».
У 1974—1984 роках — керівник естрадного оркестру Дніпропетровського агрегатного заводу.